# Spilosoma vivida
Spilosoma vivida là một loài bướm đêm thuộc phân họ Arctiinae, họ Erebidae.